# Rurberg

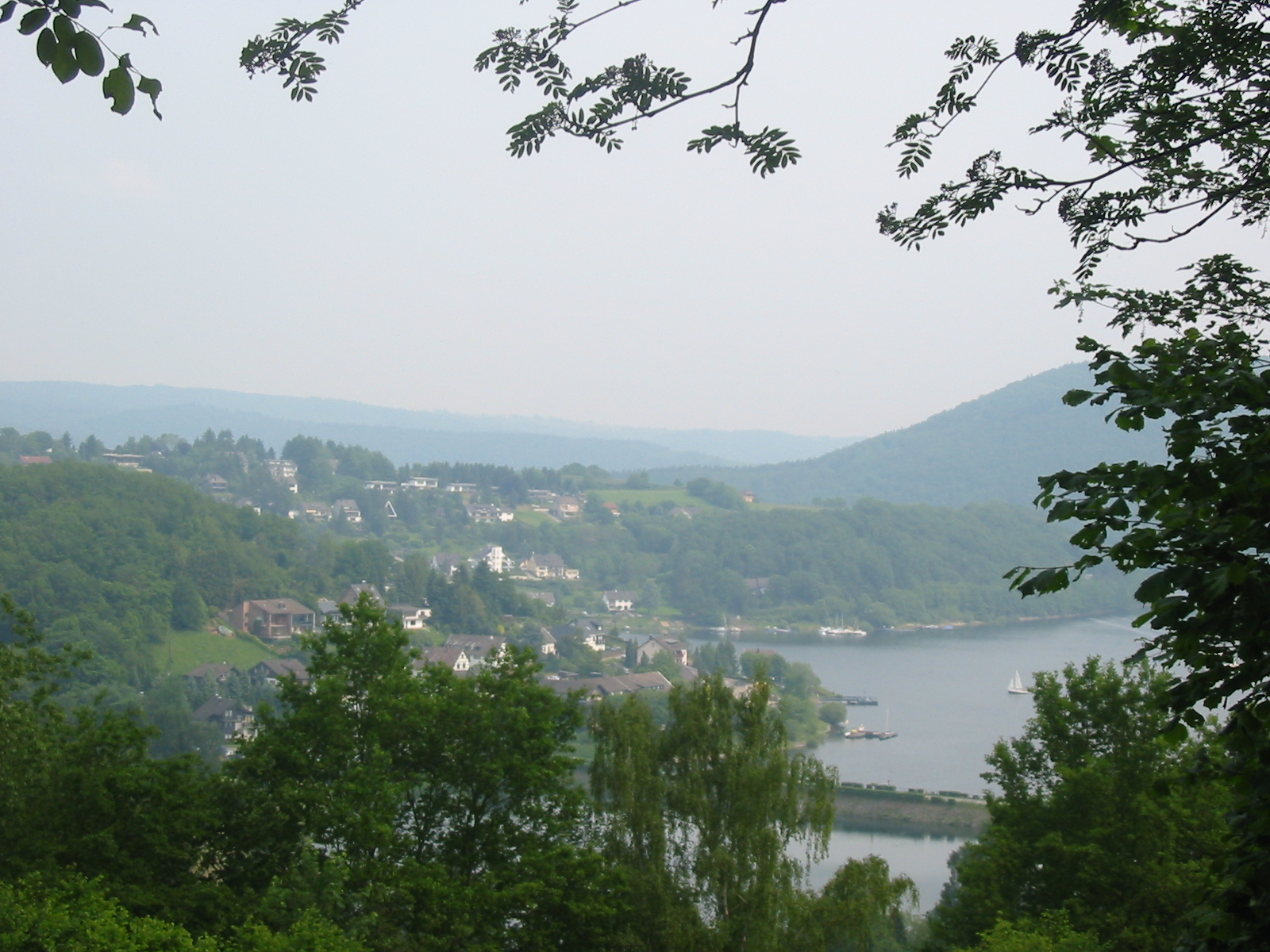
Rurberg mit Rursee und Eiserbachdamm

Rurberg (bis 1955 Ruhrberg) ist ein Ortsteil der Gemeinde Simmerath und – ebenso wie Gemünd, Heimbach und Höfen – Nationalparktor Eifel. Durch seine begünstigte Lage im Verbundsystem der Rurtalsperre ist der Ort ein beliebtes Naherholungsziel für Menschen aus Aachen (ca. 40 km nordwestlich) und Köln (ca. 60 km nordöstlich), den Niederlanden und Belgien. Rurberg ist touristisches Zentrum insbesondere für Wassersportler, Radfahrer und Wanderer sowie ein beliebtes Ziel von Motorradfahrern.

## Geographie

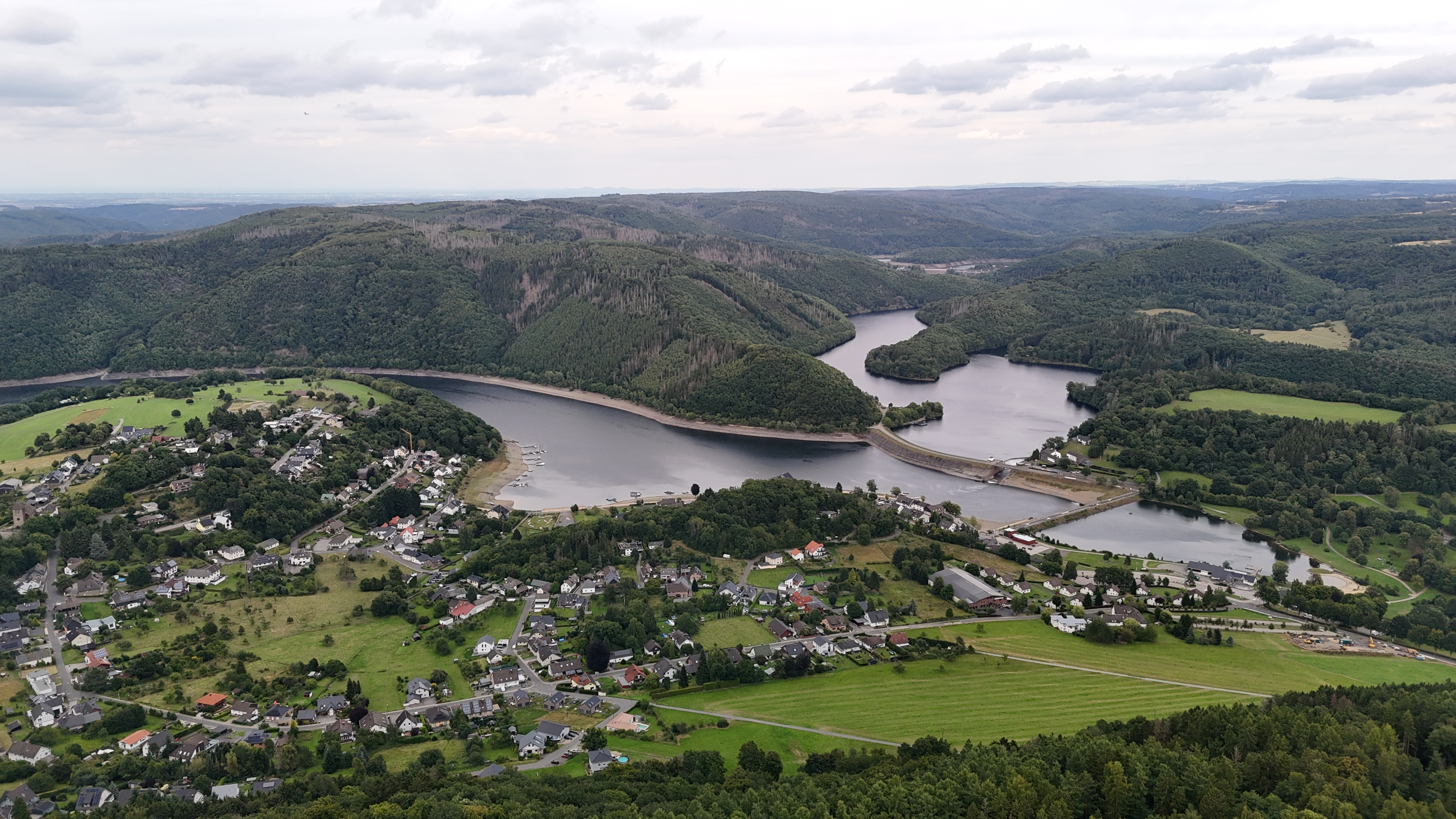
Rurberg mit Freibad Eiserbachsee und Staumauer des Obersees

Rurberg liegt am Südrand des Rursees im Verbundsystem der Rurtalsperre; der Paulushof-Absperrdamm trennt den Rursee von den beiden Armen des Obersees, dessen südlicher Ausläufer mit Ende in Einruhr das Wasser der Rur staut, während der östliche Arm auf dem Territorium des Nationalparks zur Urfttalsperre mit Verlängerung zum Urftsee, zum Urfttal, zur Ordensburg Vogelsang und nach Gemünd reicht. Ein weiterer Absperrdamm des Rursees ist der Eiserbachdamm; hier wird der gleichnamige Bach zu einem kleinen, als Bade- und Freizeitanlage genutzten See aufgestaut, dem Naturfreibad Eiserbachsee.

## Geschichte
Die Geschichte des Ortes ist vom Eifelverein noch nicht systematisch aufgearbeitet worden. Das Rurtal war, wie durch Bodenfunde dokumentiert ist, an verschiedenen Stellen nördlich des Ortes schon römisch besiedelt. Insbesondere die Halbinsel Weidenauel am Nordwestufer zwischen Rurberg und Woffelsbach ist eine Fundstätte für römische Keramik. Doch fehlen unterstützende schriftliche Quellen und der Nachweis einer Siedlungskontinuität. 
Ortsbezeichnungen wie Breuershof und Paulushof gehen auf eine mittelalterliche Bewirtschaftung zurück. Von den ursprünglichen Anlagen ist jedoch nichts mehr nachvollziehbar. Die ältesten erhaltenen Gebäude stammen aus dem 17./18. Jahrhundert.
Da das Rurtal nach dem Bau der Talsperre 1934 geflutet wurde, musste ein Teil der Bevölkerung in Hanglagen umgesiedelt und auch die Kirche St. Barbara an einer höheren Stelle neu errichtet werden; dies erklärt, warum nur wenig ältere Bausubstanz in denjenigen höher gelegenen Straßenzügen, die schon vor der Flutung existierten, im heutigen Rurberg vorhanden ist. 
Wie das gesamte Monschauer Land gehörte auch das Rurtal zum Ende des 18. Jahrhunderts zum Herzogtum Jülich. Nachdem 1794 das gesamte Linke Rheinufer während des Ersten Koalitionskrieges besetzt war, gehörte das Gebiet von 1798 bis 1814 zu Frankreich. Simmerath und Umgebung gehörte zum Kanton Montjoie im Arrondissement Aachen im Rur-Département. Aufgrund der 1815 auf dem Wiener Kongress getroffenen Vereinbarungen wurde das Gebiet dem Königreich Preußen zugeordnet, von 1822 bis zum Ende des Zweiten Weltkriegs war es Teil der Rheinprovinz. 
Die Anfänge des Tourismus in Rurberg gehen auf die Zeit nach dem ersten Ausbau der Rurtalsperre (1934–1937) zurück. Der Zweite Weltkrieg, der 1944 schwere Gefechte rund um die Urftsperrmauer mit sich brachte, konstituierte einen Einbruch für den Fremdenverkehr. Eine Revitalisierung erfolgte mit der zweiten Ausbaustufe der Rurtalsperre in den Jahren 1955–1959, als ein breites Angebot an Hotels, Pensionen, Appartements, Campingplätzen, Cafés und Restaurants entstand. Wander- und Fahrradwege auf 250 km wurden vom Eifelverein angelegt und kartographiert; auf den Seen wurde eine Ausflugs-Schifffahrt eingerichtet.
Bis 1955 wurde der Ort noch Ruhrberg geschrieben. Der damalige Gemeinderat beschloss den Ortsnamen dem Namen des Flusses anzupassen und das „h“ zu entfernen. Die Landesregierung billigte den Beschluss und mit Urkunde vom 15. April 1955 trat der neue, heutige Ortsname Rurberg in Kraft.
Durch das Gesetz des Landes Nordrhein-Westfalen zur Neugliederung der Gemeinden und Kreise des Neugliederungsraumes Aachen (das so genannte Aachen-Gesetz) vom 14. Dezember 1971 kam am 1. Januar 1972 die zuvor selbstständige Gemeinde zu Simmerath. Sechs Einwohner wurden nach Nideggen, Kreis Düren, umgegliedert. Gleichzeitig wurde der Kreis Monschau aufgelöst.
1994 wurde das Wasser von Rur- und Obersee zu Renovierungszwecken an den Dämmen komplett abgelassen. Dabei traten zahlreiche Bunker, Bombentrichter und andere Relikte aus dem Zweiten Weltkrieg zu Tage. Am 1. Januar 2004 wurde der Nationalpark Eifel gegründet.
Im Jahr 2011 wurde Rurberg in einer repräsentativen Umfrage des renommierten forsa-Institutes unter 3532 Teilnehmern als unbekanntester Ort Deutschlands ermittelt. Trotz zahlreicher Maßnahmen zur Steigerung der deutschlandweiten Bekanntheit als Tourismusziel, konnte bei einer Erhebung gleicher Art im Frühjahr 2013 keine Verbesserung für Rurberg erreicht werden.

## Kultur, Sehenswürdigkeiten und Tourismus

### Museen
- Die ständige Ausstellung Die Lebensadern der Natur im Info-Center Nationalparktor Rurberg an der Seeuferstraße konzentriert sich auf die regionale Pflanzen- und Tierwelt im und am Wasser.

### Bauwerke
- Ein Bauernhof in typischer Eifler Winkel-Bauweise aus 17./18. Jahrhundert und ein Fachwerkhaus aus der 2. Hälfte des 19. Jahrhunderts bilden ein historisches Ensemble an der Straßenecke Hövel/ Steinbüchelstraße.

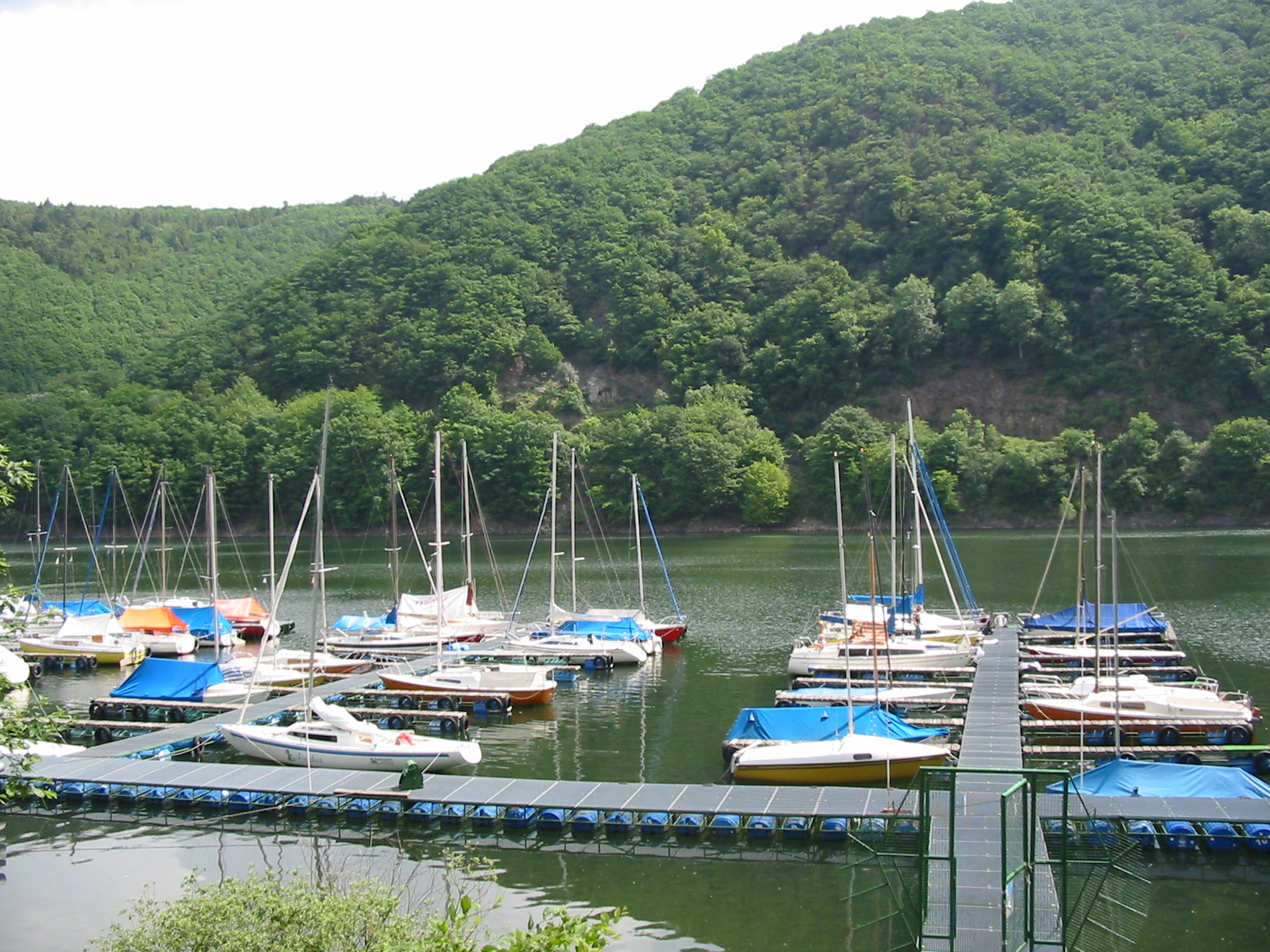
Seglerhafen Rurberg; gegenüber Schiefer-Felsen am Kermeter (Nationalpark Eifel)

- Oberhalb von Rurberg, an der Grenze zu Kesternich liegt die Sowjetische Kriegsgräberstätte Simmerath-Rurberg, die Eingangshalle ist ausgezeichnet mit dem Architekturpreis Aachen des BDA 1993

### Radwege
Die Uferrandwege (rund um den Rursee ca. 22 km, um den Obersee ca. 14 km) sind mit dem Rad befahrbar und zu Fuß gut begehbar.
Durch den Ort führen die Radfernwege:
- Eifel-Höhen-Route, der als Rundkurs um den Nationalpark Eifel führt;
- RurUfer-Radweg, der die höchste Erhebung des Hohen Venn mit der Mündung der Rur in die Maas verbindet.

### Sport

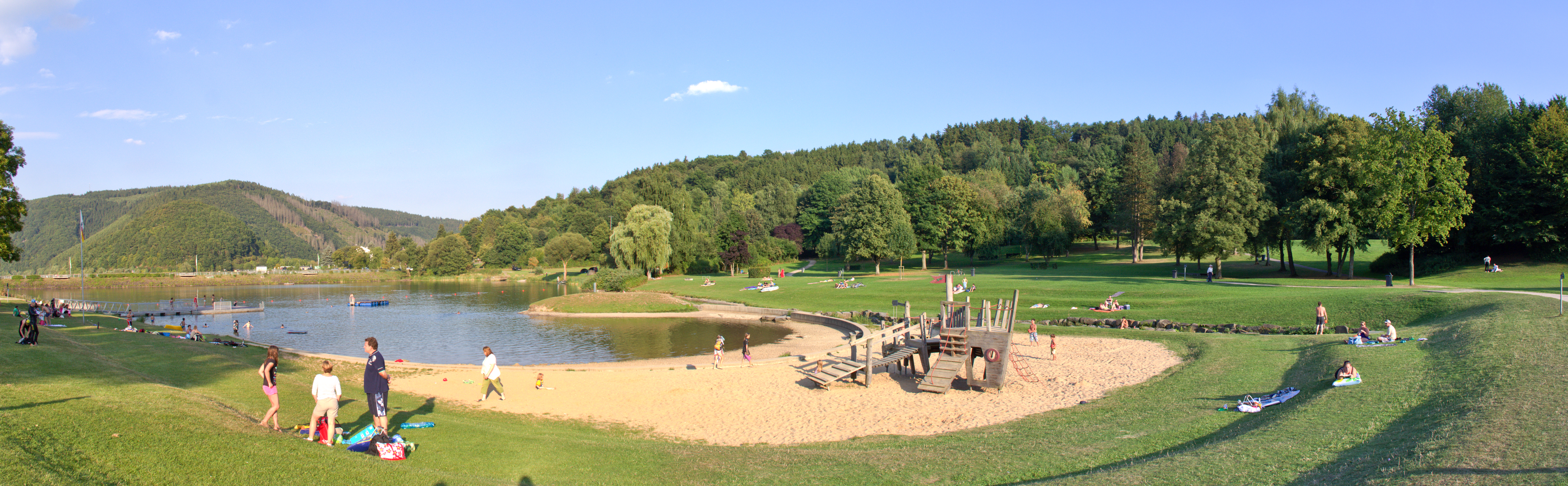
Naturfreibad Rurberg

Der Rursee bietet Aktivitätsraum für Angler, Segler, Surfer, Schwimmer und Taucher. Verschiedene Abschnitte des Sees sind für spezifische Sportarten vorgesehen; zahlreiche Vereine und Clubs haben ihr abgegrenztes Revier mit Unterkunftsmöglichkeiten in den teilweise tief eingeschnittenen Buchten der Nebenbäche sowie auf den Kaps der weit in den See hineinreichenden Halbinseln am nordwestlichen Seeufer zwischen Rurberg, Woffelsbach und dem Staudamm Schwammenauel. Die Südost-Seeseite an den Hängen des Kermeter-Hochwaldes (Nationalparkgebiet) zwischen dem Paulushofdamm (Biker-Sammelpunkt) und dem östlichen Abfluss der Rur ist frei von infrastrukturellen Einrichtungen. Das Naturfreibad Rurberg (Eiserbachsee) bietet weitere Möglichkeiten der Naherholung bzw. Freizeitgestaltung.
Auf dem Obersee (Trinkwasserreservoir) ist Wassersport verboten.

### Regelmäßige Veranstaltungen
- Jedes Jahr im Juli steht die Ortschaft Rurberg im Zeichen von Rursee in Flammen, einem Ereignis mit mehreren zehntausend Besuchern. Der absolute Höhepunkt ist das Feuerwerk über dem Rursee.
- Im Winter sind viele touristische Einrichtungen geschlossen. Der Weihnachtsmarkt von Rurberg präsentiert lokale Handwerkstraditionen, und es finden Nikolausfahrten auf dem Rursee statt. Die fahrplanmäßige Fahrgastschifffahrt auf dem Rursee ruht in der kalten Jahreszeit.

## Wirtschaft und Infrastruktur

### Verkehr
Die Rursee-Schifffahrt (Linie und Sonderveranstaltungen) verkehrt zwischen Rurberg, Woffelsbach und dem Staudamm Schwammenauel. Dort findet sich seit 2005 Anschluss an die Rursee-Touristenbahn, eine Wegebahn, die Rundfahrten um das Staubecken Heimbach ermöglicht. Auf dem Obersee (Trinkwasserreservoir) verkehren zwei Passagierschiffe mit Elektroantrieb von der Anlegestelle nahe dem Paulushofdamm nach Einruhr und zur Urfttalsperre.
Rurberg ist über die AVV-Buslinien 63 und 68 der ASEAG zu erreichen.
| Linie | Verlauf |
| ----- | --- |
| 63    | Simmerath – Kesternich – Rurberg – Einruhr – Vogelsang IP (– Morsbach – Herhahn – Gemünd / Schleiden)                           |
| 68    | (Lammersdorf – Witzerath – Rollesbroich –) Simmerath – (Kesternich –) Strauch – Steckenborn – Woffelsbach – Rurberg (– Einruhr) |